# Partido Laboral Krusada Popular
De Partido Laboral Krusada Popular (Partij van de Arbeid en de Volksstrijd) was een Curaçaose en Antilliaanse politieke partij van sociaaldemocratische signatuur. De partij is vooral bekend als vakbondspartij.

## Geschiedenis
De partij is opgericht op de Dag van de Arbeid, 1 mei 1997, door Errol Cova. Bij de Statenverkiezingen van 1998 behaalde de partij 3 van de 14 Curaçaose zetels en een jaar later 4 van de 21 zetels in de eilandsraad van Curaçao. In 2002 nam de partij deel aan de Antilliaanse regering (kabinet-Ys). Hieraan kwam in mei 2005 een einde, nadat vicepremier Cova tijdens een bezoek aan buurland Venezuela kritische en politiek gevoelige uitspraken over Nederland had gedaan en de andere regeringspartijen vervolgens het vertrouwen in hem opzegden. Bij de Statenverkiezingen van januari 2006 behaalde de partij slechts 6% van de stemmen en verdween daardoor uit de Staten. Eind 2006 voltrok zich een scheuring in de partij, waarbij twee van de drie eilandsraadsleden uit de partij stapten en de Movementu Sosial Laboral (MSL, Sociale Arbeidersbeweging) oprichtten. Bij de eilandsraadverkiezingen van 20 april 2007 behaalde de partij slechts 1,6% van de stemmen en verdwijnt daardoor per 1 juli 2007 uit de Eilandsraad. Daarop besloot Errol Cova voor deze ontwikkeling politieke verantwoordelijkheid te nemen door af te treden als partijleider. 

### Verkiezingsuitslagen
| Verkiezing       | Stemmen | %     | Zetels |
| ---------------- | ------- | ----- | ------ |
| Staten 1998      | ?       | ?     | 3      |
| Eilandsraad 1999 | ?       | ?     | 4      |
| Staten 2002      | 9.695   | 14,44 | 2      |
| Eilandsraad 2003 | 8.785   | 13,08 | 3      |
| Staten 2006      | 4.293   | 6,09  | 0      |
| Eilandsraad 2007 |         |       |        |